# Euselates haeckelsehnali
Euselates haeckelsehnali är en skalbaggsart som beskrevs av Jakl och Krajcik 2008. Euselates haeckelsehnali ingår i släktet Euselates och familjen Cetoniidae. Inga underarter finns listade i Catalogue of Life.